# Francisca Miriam

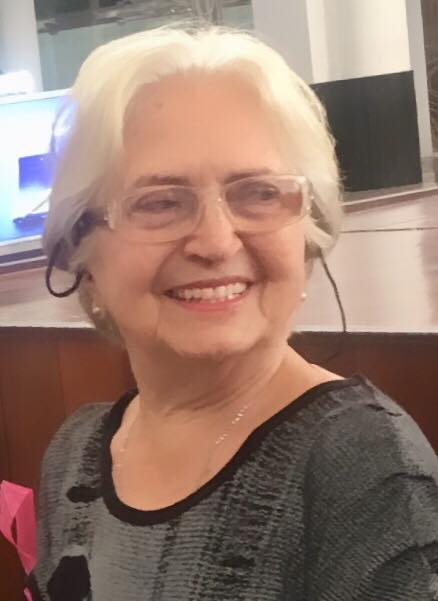
Escritora e poetisa piauiense Francisca Miriam Aires Fernandes

Francisca Miriam Aires Fernandes (Teresina - Piauí, 14 de junho de 1940) é uma poetisa e escritora brasileira. De temática fortemente influenciada pela religiosidade, suas obras também vislumbram aspectos ligados ao mundo sensível, como as transformações físicas do ser e do universo infantil feminino, a sensualidade da mulher, os prazeres da natureza e a dicotomia cidade-campo, além de ressaltarem a perspectiva ecológica, como uma das vozes pioneiras neste tema nas letras piauienses, com poemas de teor ligado às preocupações quanto ao meio ambiente publicados desde a década de 1980.

## Biografia
Nascida na capital piauiense (Teresina), residiu com a família nos lugares Alfanjas e Sítio Santo Antônio, município de Valença, também no Piauí, locais em que teve contato direto com a natureza, retratada em vários de seus poemas e obras literárias. Seus familiares fixaram residência em Teresina em 1956. Formou-se em contabilidade a nível médio (antigo 2° grau). É servidora aposentada da Delegacia Regional do Trabalho, no Piauí. Membro da União Brasileira de Escritores do Piauí (UBE/PI).
Publicou “Caminhos”; “Caminhos Ainda” e “Caminhos Mais” (poemas); “Correspondências de A. Tito Filho para Francisca Miriam”; “Jéssica, Minha Neta” e “Mensagens para A. Tito Filho”, além de "Tópicos Emocionais" (sendo parte integrante do livro "Passarela de Escritores") e "Algumas emoções, dentre tantas, que puderam ser registradas a respeito do meu neto Victor Hugo", como também "Poemas Sem Título Para Maria Miracir Aires de Carvalho". Participou de várias antologias no Brasil, dentre as quais: Nova Poesia Brasileira (edições de 1987 e 1988 – Shogun Editora e Arte); Poesia em Oração (edição 1988 – Crisalis Editora); Antologia Sonora (1ª e 2ª edições – Golden Music), além de ter publicado diversos poemas e artigos no jornal “O Dia”, do estado do Piauí.

## Obras
- Caminhos (Poesia)
- Caminhos Ainda (Poesia)
- Caminhos Mais (Poesia)
- Correspondências de A. Tito Filho Para Francisca Miriam
- Jéssica, Minha Neta
- Mensagens Para A. Tito Filho
- Tópicos emocionais
- Algumas emoções, dentre tantas, que puderam ser registradas a respeito do meu neto Victor Hugo [3]
- Poemas Sem Título Para Maria Miracir Aires de Carvalho (Poesia)
- Safra Poética <ref>4<ref>